# جبل رأس
جبل رأس وهو أحد جبال اليمن و يقع في مديرية جبل رأس، في الجهة الجنوبية الشرقية من زبيد ، ويطل من جهته الشمالية على وادي زبيد ، ومن جنوبه على وادي نخلة ، ويرتفع عن مستوى سطح البحر بحوالي ( 2000 متراً ) تقريباً .